# Antonio Prohías
Antonio Prohías (* 17. Januar 1921; † 24. Februar 1998) war ein kubanisch-amerikanischer Cartoonist.
Sein bekanntestes Werk ist die Serie Spion & Spion, die seit 1961 im MAD-Magazin erscheint. Vor seiner Flucht in die USA im Jahr 1960 war er ein bekannter kubanischer politischer Karikaturist und Präsident der Association of Cuban Cartoonists. Prohias setzte sich 1990 zur Ruhe, aber Spion & Spion erscheinen – inzwischen von Peter Kuper gezeichnet – immer noch in MAD mit einer Erwähnung von ihm in Morsecode.
Er starb an Krebs.